# Scream 3
Scream 3 är en amerikansk skräckfilm från 2000 i regi av Wes Craven med manus av Ehren Kruger. Neve Campbell, Courteney Cox, David Arquette och Liev Schreiber återvände alla till sina tidigare roller från föregående filmer för Scream 3. I nya roller sågs Patrick Dempsey, Scott Foley, Lance Henriksen, Matt Keeslar, Jenny McCarthy, Emily Mortimer, Parker Posey, Deon Richmond, och Patrick Warburton. Filmen gavs ut som den tredje filmen i filmserien Scream, och var initialt den avslutande delen i en trilogi tills serien återupptogs 2011 med den fjärde filmen Scream 4.
Filmen utspelar sig tre år efter Scream 2 och följer Sidney Prescott (Campbell), som isolerat sig efter händelserna i de två föregående filmerna, men som dras till Hollywood efter att en ny Ghostface börjat döda skådespelarna i filmproduktionen Stab 3. Scream 3 kombinerar våldet i slashergenren med komedi och ett whodunit-mysterium, samtidigt som filmtrilogiers kliché satiriseras. Till skillnad från de tidigare två filmerna ökades betoningen på komiska inslag i denna del; våldet och skräcken minskade som svar på ökad offentlig granskning av våld i media, efter Columbinemassakern.
Manusförfattaren Kevin Williamson gav en femsidig disposition för två uppföljare till Scream när han auktionerade ut sitt originalmanus, i hopp om att locka budgivare med potential att köpa en franchise. Williamsons åtaganden för andra projekt innebar att han inte kunde producera ett komplett manus till Scream 3, varför Kruger åtog sig skrivandet, som i sin tur kasserade många av Williamsons idéer. Craven och Marco Beltrami återvände för att regissera respektive göra musik till filmen. Produktionen problemfylld med omskrivningar av manus – ibland var sidorna klara först på inspelningsdagen – och schemaläggningssvårigheter med rollinnehavarna. Inspelningarna ägde rum från juli till september 1999, medan slutet gjordes om i januari 2000.
Scream 3 hade premiär den 3 februari 2000, i Westwood, Los Angeles, och släpptes på bio dagen därpå. Den tjänade in 161 miljoner dollar världen över med en budget på 40 miljoner dollar. Filmen fick blandade recensioner och anses av kritiker och fans som den svagaste filmen i serien. Detta kan bero på att filmen använde gamla ”slasherfenomen”.

## Handling
Cotton Weary, nu bosatt i Los Angeles och värd för den framgångsrika talkshowen 100% Cotton, kontaktas av Ghostface som kräver att få veta var Sidney Prescott befinner sig. Cotton vägrar att samarbeta varpå Ghostface bryter sig in i hans hem och mördar både Cotton och hans flickvän Christine medan han pratar med Cottons röst.
Efter att polisen Mark Kincaid kontaktat Gale Weathers för att diskutera morden, reser hon till Hollywood, där hon hittar Dewey Riley som arbetar som rådgivare på inspelningen av Stab 3, den tredje filmen i serien baserad på morden av Ghostface. Med en röstomvandlare som knep, mördar Ghostface skådespelerskan Sarah Darling. Sidney lever i avskildhet som krisrådgivare för en kvinnojour, av rädsla för att ytterligare en mördare skulle kunna slå till. Efter att ha hittat Sidneys gömställe, skrämmer mördaren upp henne via telefon med hjälp av hennes avlidna mammas röst (Maureen Prescott), vilket gör att hon lämnar sitt hem och reser till Hollywood. När de kvarvarande skådespelarna samlas hemma hos Jennifer Jolie, tillsammans med Dewey och Gale, mördas Jolies livvakt och skådespelaren Tom Prinze dör kort därefter efter en explosion, orsakad av en gasläcka.
Martha Meeks, syster till Sidneys vän Randy som mördades då Sidney gick på college, besöker Sidney och de andra för att lämna in ett videoband som Randy spelat in före sin död. Postumt varnar han dem för att reglerna för en skräckfilm inte gäller någon i den tredje och sista filmen i en skräcktrilogi och att vem som helst av dem, inklusive huvudkaraktären Sidney, kan dö.
Dewey, Gale, Jennifer och de återstående rollinnehavarna i Stab 3, Angelina och Tyson, deltar i en födelsedagsfest för filmens regissör Roman Bridger, där Ghostface slår till. Gale upptäcker Romans döda kropp i källaren. Angelina vandrar iväg ensam innan hon också blir mördad. Tyson försöker avvärja Ghostface men mördaren lyckas kasta honom från en balkong till hans död. Jennifer försöker fly genom en hemlig passage, men blir mördad av Ghostface. Mördaren beordrar sedan Sidney till herrgården för att rädda Gale och Dewey, som hålls som gisslan. När hon kommer fram tvingar Ghostface Sidney att överge sitt skjutvapen och lockar in henne i huset där Gale och Dewey är fastbundna och har munkavel. När Sidney lossar dem, dyker Ghostface upp, men Sidney bekämpar honom då hon haft ytterligare en pistol gömd. Därefter dyker Kincaid upp men slås medvetslös av Ghostface.
Sidney flyr och gömmer sig i ett hemligt rum där hon stöter på Ghostface. Han visar sig vara Roman, som fejkat sin död och överlevt att bli skjuten på grund av en skottsäker väst. Roman säger sig vara Sidneys halvbror, född av deras mamma Maureen när hon var skådespelerska i Hollywood. Fyra år tidigare hade han utan framgång försökt återförenas med henne, bara för att bli avvisad då han var resultatet av en våldtäkt. Bitter över avslaget började Roman förfölja henne och filma alla män hon dejtade. Han visade Billy Loomis klipp av sin far med Maureen, vilket motiverade honom att döda henne, och därmed startade raden av mord i Sidneys hemstad och på hennes college. Men när han upptäckte hur mycket berömmelse Sidney dragit till sig på grund av dessa händelser, blev Roman vansinnig och lockade Sidney från hennes gömställe.
Roman berättar sedan för Sidney om sin plan att döma henne för morden, innan han dödade den fastbundna Stab-producenten John Milton, hans biologiska far och deras mammas våldtäktsman. Sidney fördömer Roman och säger att han inte har någon ursäkt för sina handlingar att döda oskyldiga människor annat än att han bara väljer att göra det, vilket får Roman att bryta samman i raseri. Ett slagsmål uppstår mellan Sidney och Roman, som avslutas med att Roman skjuter Sidney i bröstet, men Sidney överlever skottet och hugger sedan Roman flera gånger.  När han ligger och förblöder visar Sidney honom att hon också bar en skottsäker väst. Dewey och Gale anländer samtidigt som en skrikande Roman plötsligt dyker upp igen med en kniv; varpå Dewey skjuter honom i huvudet vilket slutligen dödar honom.
En tid senare friar Dewey till Gale hemma hos Sidney. Sidney återvänder från en promenad med sin hund och lämnar sina portar, som tidigare visat sig vara larmade, öppna. Hon går in i sitt hem och blir inbjuden att se en film med Dewey, Gale och Kincaid. När hon går för att ansluta till de andra, öppnas hennes ytterdörr, men hon går därifrån och låter den förbli öppen, säker på att morden är över.

## Rollista
| Neve Campbell     | – Sidney Prescott      |
| David Arquette    | – Dwight "Dewey" Riley |
| Courteney Cox     | – Gale Weathers        |
| Patrick Dempsey   | – Mark Kincaid         |
| Scott Foley       | – Roman Bridger        |
| Roger L. Jackson  | – Ghostface (röst)     |
| Lance Henriksen   | – John Milton          |
| Matt Keeslar      | – Tom Prinze           |
| Jenny McCarthy    | – Sarah Darling        |
| Emily Mortimer    | – Angelina Tyler       |
| Parker Posey      | – Jennifer Jolie       |
| Deon Richmond     | – Tyson Fox            |
| Liev Schreiber    | – Cotton Weary         |
| Kelly Rutherford  | – Christine Hamilton   |
| Patrick Warburton | – Steven Stone         |
| Jamie Kennedy     | – Randy Meeks          |
| Heather Matarazzo | – Martha Meeks         |
| Lynn McRee        | – Maureen Prescott     |
| Lawrence Hecht    | – Neil Prescott        |
| Carrie Fisher     | – Bianca Burnette      |
| C.W. Morgan       | – Hank Loomis          |